# Madrid (Colorado)
Madrid es un pueblo abandonado en el condado de Las Animas, en el estado de Colorado de los Estados Unidos. Su altura es de 1916 metros sobre el nivel del mar. Está en la parte occidental del Condado de Las Animas, en la carretera número 12 del estado de Colorado. 21 km al este se encuentra la capital del condado, Trinidad, y a su oeste se extiende la Cordillera Front de las Montañas Rocosas.
Madrid se fundó como posada de colonos en 1864. El nombre le viene de la familia que allí se estableció en el siglo XIX. Al principio se llamó Madrid Plaza. Entre 1882 y 1917 contó con oficina de correos.